# Myxothiazol
Myxothiazol ist ein stark antifungisch wirkendes Antibiotikum. Die Verbindung hemmt spezifisch die Cytochrom-c-Reduktase in der Atmungskette am Qo-Zentrum. Im Unterschied zu Stigmatellin bildet Myxothiazol keine Wasserstoffbindung zum Rieske Eisen-Schwefel-Protein aus.
Das Bithiazolsystem wird in der Biosynthese aus Cystein gebildet.
Hans Reichenbach (GBF Braunschweig) gelang es in den 1970er Jahren Myxothiazol aus dem Myxobakterium Myxococcus fulvus zu isolieren. Damit gelang es Gebhard von Jagow (Universität München), die Atmungskette exakt dort zu blockieren, wo die Elektronen vom Ubichinon weiter in Richtung Sauerstoff fließen; der zweite Weg konnte mit dem Antibiotikum Antimycin A abgeriegelt werden.